# VMDK
VMDK (Virtual Machine Disk) é um formato de ficheiro usado por produtos da VMware.

## Produto que usam o formato
- VMware Workstation
- VMware Player
- VMware Server